# Thomas Stockton

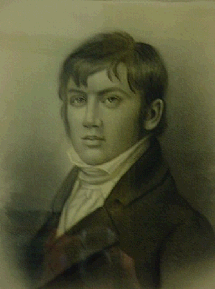
Thomas Stockton

Thomas Stockton (* 1. April 1781 in New Castle, Delaware; † 2. März 1846 ebenda) war ein US-amerikanischer Politiker und von 1845 bis 1846 Gouverneur des Bundesstaates Delaware.

## Frühe Jahre
Thomas Stockton studierte am Princeton College und trat anschließend der Miliz von Delaware bei. Dort stieg er bis zum Hauptmann auf. Während des Britisch-Amerikanischen Krieges war er Major der US Army. Danach blieb er bis 1825 in der Armee.

## Politische Laufbahn
Noch vor seiner Militärzeit war Stockton Notar im New Castle County. Zwischen 1832 und 1835 war er Registrar an einem Kanzleigericht im gleichen Bezirk. Stockton gehörte auch dem Beraterstab der Gouverneure Charles Polk und Cornelius P. Comegys an und war Mitglied der Whig Party. Im Jahr 1844 wurde er als deren Kandidat zum Gouverneur seines Staates gewählt. Er trat sein neues Amt am 21. Januar 1845 an.
In jener Zeit wurde das politische Geschehen in den Vereinigten Staaten vom Mexikanisch-Amerikanischen Krieg überschattet, zu dem auch Delaware seinen Beitrag leisten musste. Gouverneur Stockton verstarb bereits am 2. März 1846 im Amt und Joseph Maull, der damals als Präsident des Senats von Delaware amtierte, musste sein Amt übernehmen. Mit seiner Frau Fedelia Johns hatte Gouverneur Stockton fünf Kinder.